# Roope Latvala

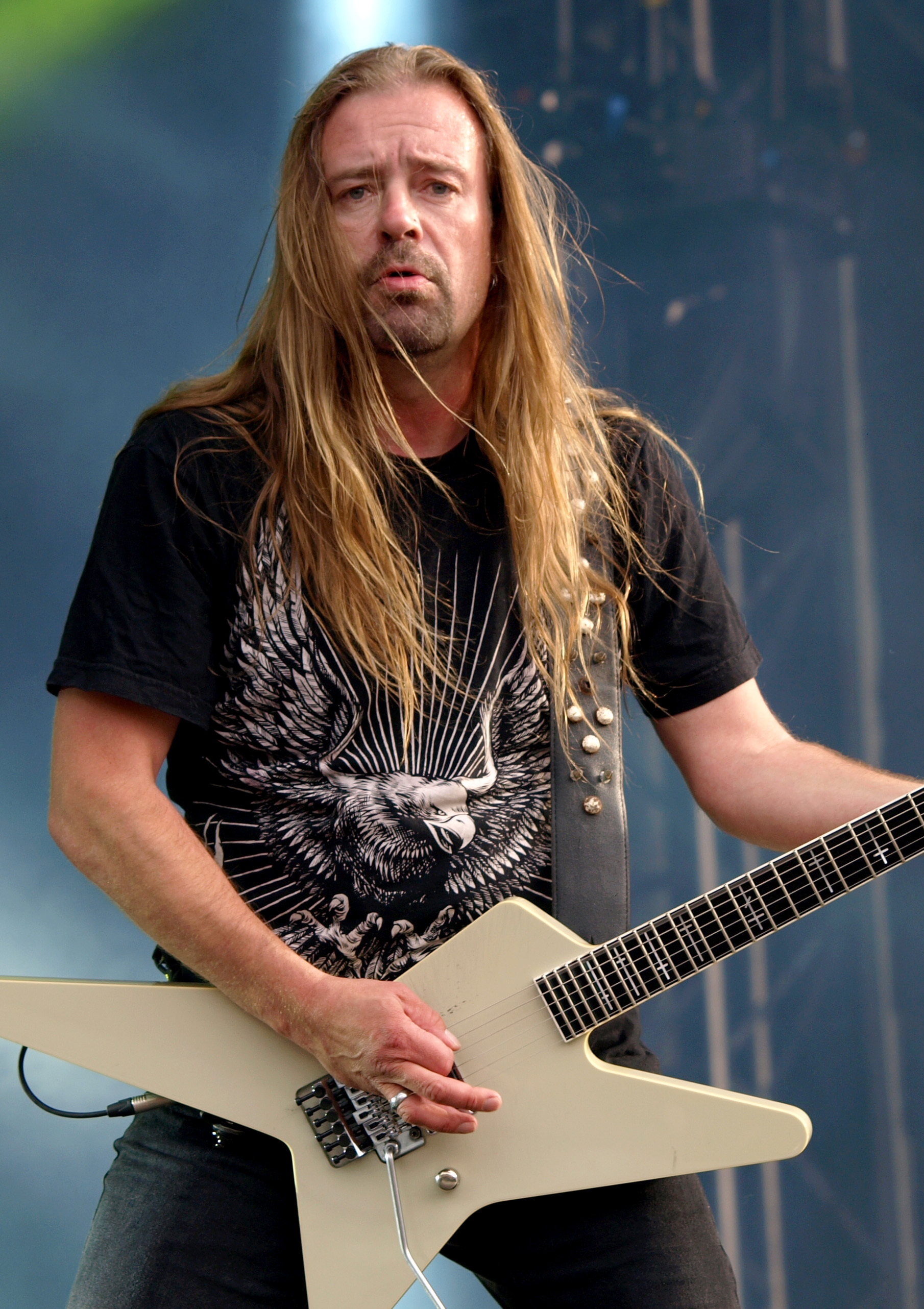
Roope Latvala, 2013

Roope Latvala, född 25 juni 1970 i Helsingfors i Finland, är en finländsk hårdrocksgitarrist. Han var från 2003 till 2015 medlem i Children of Bodom.
Latvalas karriär började i det finska thrashmetal bandet Stone som var aktivt under 80-talet. De släppte ett antal album där No Anaesthesia förmodligen är det mest kända. Bandet Stone var även en stor inspiration för Alexi Laiho som skriver det mesta av Children of Bodoms material. Innan Latvala började i Children Of Bodom var han även gitarrist i Laihos andra band Sinergy, vilket han fortfarande är.
Det var från början tänkt att Latvala endast skulle vara en tillfällig ersättare för Alexander Kuoppala som bestämde sig att sluta efter Bodoms spelning på Tuska Open Air 2003, men gruppen hade spelningar inbokade som de inte ville ställa in så de kom fram till att Roope Latvala var den lämpligaste ersättaren. Latvala första framträdande med Children of Bodom var på en fullsatt spelning i Moskva 2003. Latvalas första album med Children of Bodom är Are You Dead Yet? som släpptes i oktober 2005. Han spelar även på deras EP Trashed, Lost & Strungout som släpptes 2004. Roope Latvala spelar med sina custom-gjorda ESP-gitarrer (Random Star). År 2015 meddelade han att han slutar i Children Of Bodom.